# Karamsad
Karamsad est une ville du district d'Anand, au Gujarat en Inde.

## Histoire
Sardar Vallabhbhai Patel, l'un des plus grands leaders du mouvement pour l'indépendance de l'Inde, a grandi à Karamsad.

## Galerie

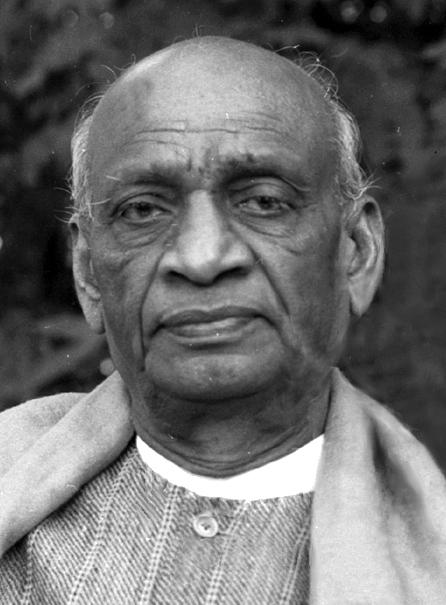
Vallabhbhai Patel, a passé sa jeunesse à Karamsad.
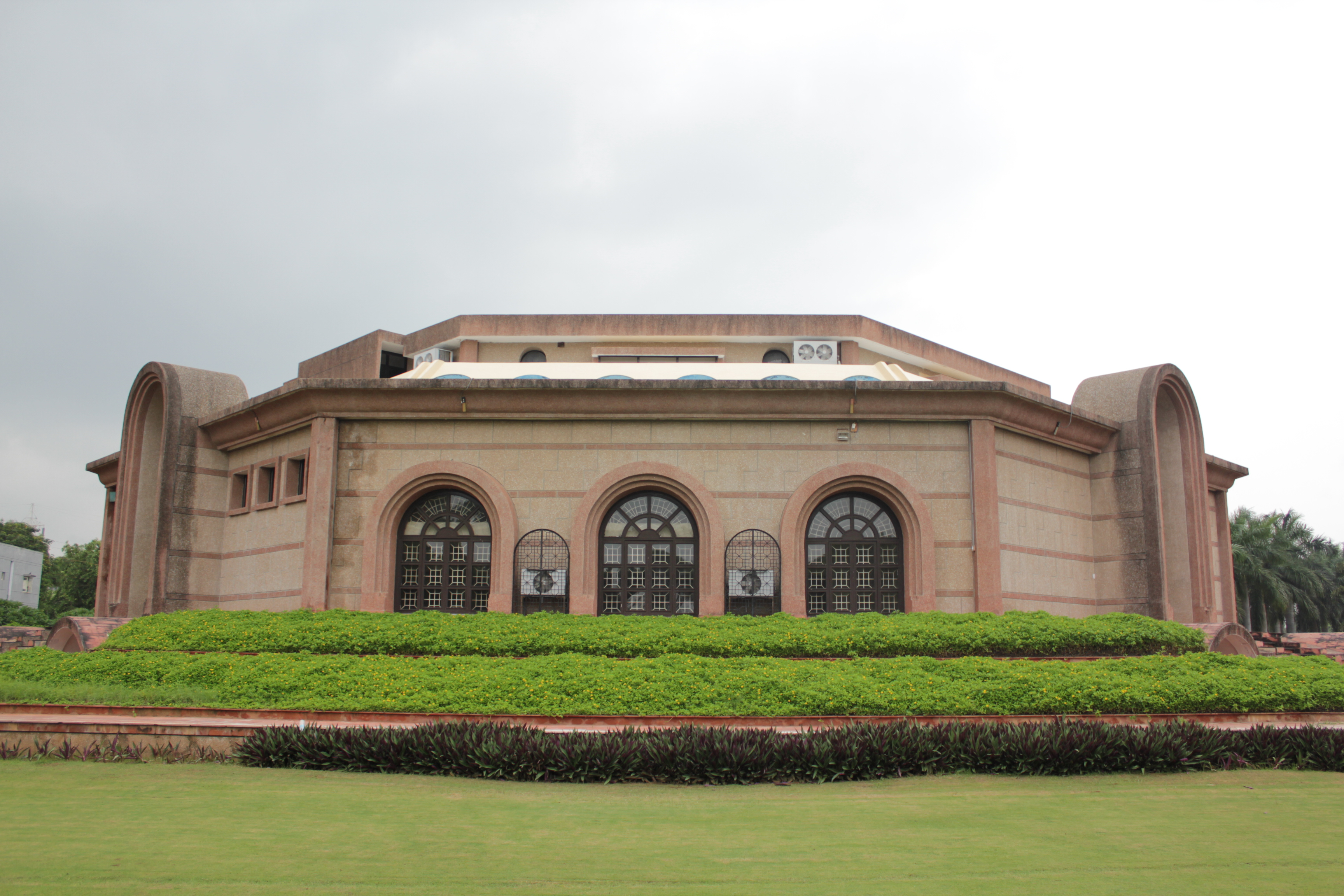
Mémorial du sardar patel et du vitthal patel, situé à Karamsad.